# Chambre de commerce et d'industrie de Carcassonne-Limoux-Castelnaudary

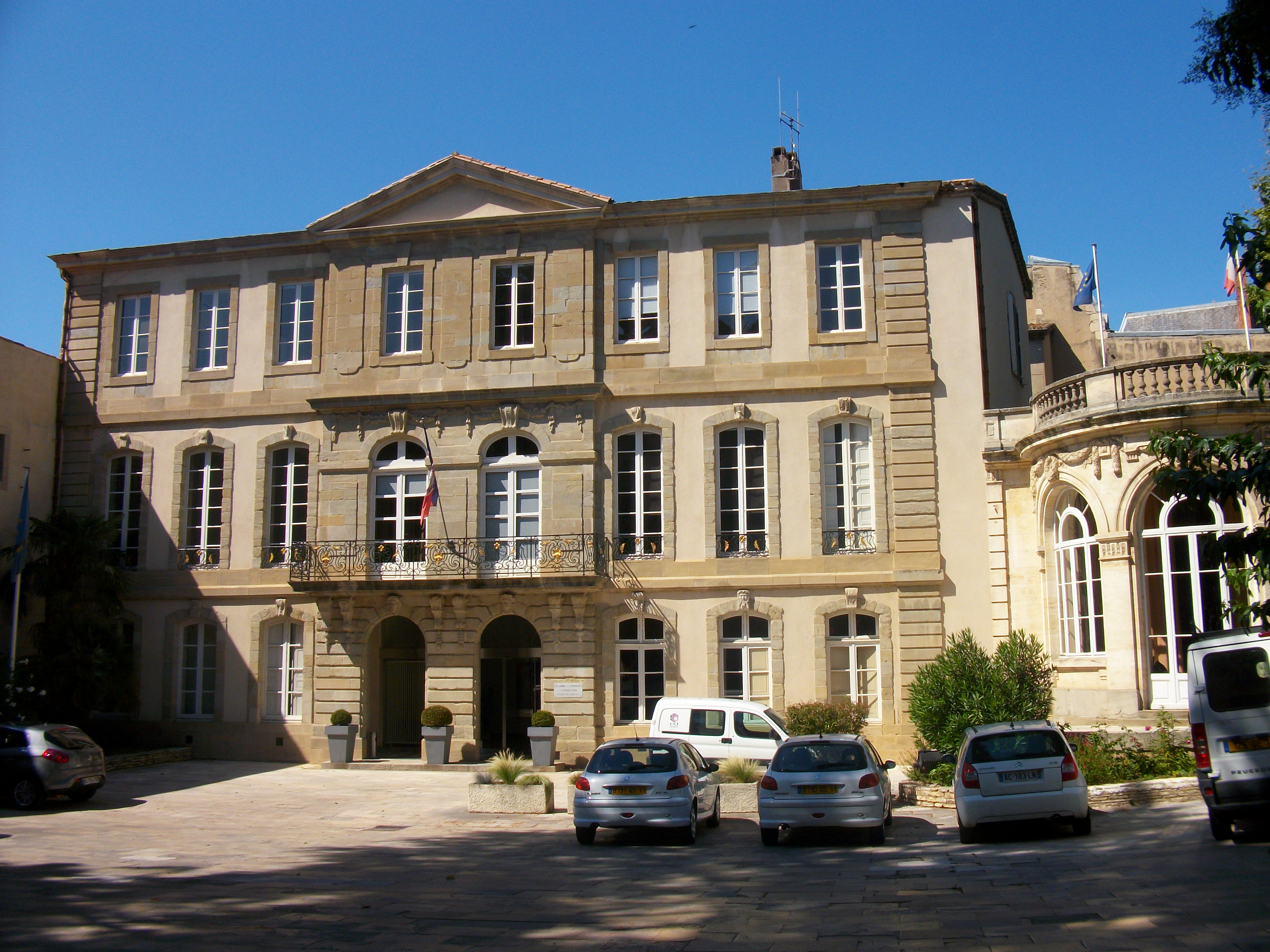
L'hôtel de Murat (XVIIIe siècle) est situé dans la bastide Saint Louis à Carcassonne. Il abrita le siège de la CCI Carcassonne-Limoux-Castelnaudary à partir de 1910 avant celui de la CCI Aude depuis 2016.

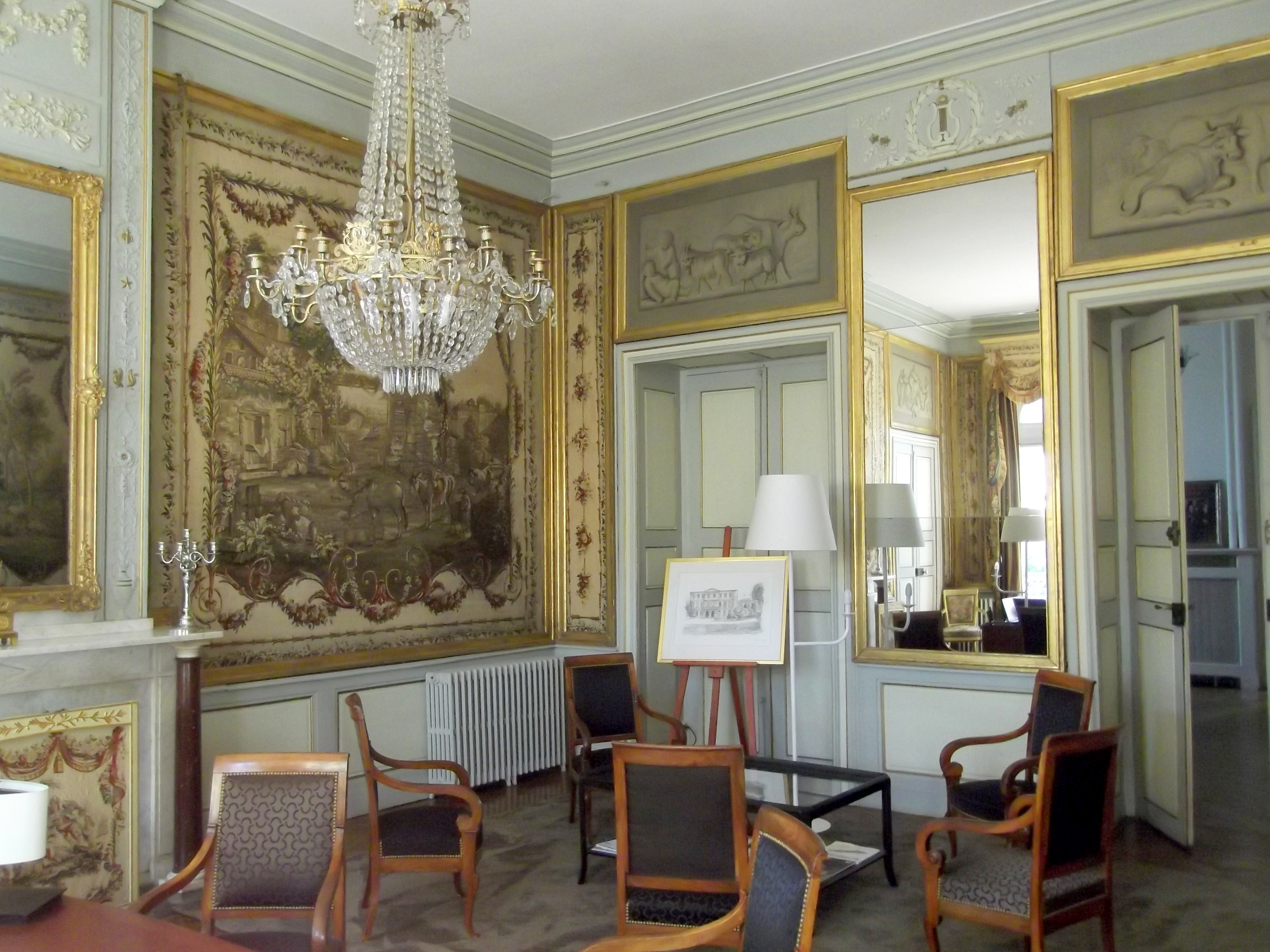
Détail du bureau du président de la CCI.

La chambre de commerce et d'industrie de Carcassonne-Limoux-Castelnaudary est l'une des deux anciennes CCI du département de l’Aude. Son siège est à Carcassonne au 3, Boulevard Camille Pelletan. Elle fut créée par arrêté du 3 Nivôse de l'An XI de la République, c'est-à-dire le 24 décembre 1802. Carcassonne figure parmi les premières Chambres de Commerce qui ont vu le jour en France.
Depuis 2016, après sa fusion avec la Chambre de commerce et d'industrie de Narbonne, elle a pris le nom de Chambre de commerce et d'industrie de l'Aude.
Elle fait partie de la chambre régionale de commerce d'Occitanie.
Son siège se trouve à « l'hôtel de Murat » précédemment occupé par l'évêché de Carcassonne de 1806 à 1905. L'une des salles de réunions du rez-de-chaussée, baptisée du nom de l'ancien président Joseph Génie, comporte trois peintures murales réalisées en 1952 par Constantin Font. Le grand salon situé au 1er étage, dévolu au bureau du président de la chambre est orné de mobilier recouvert de tapisseries d'Aubusson et dans une pièce attenante d'un tableau du peintre Jacques Gamelin: « L'allocution de Constantin à ses soldats », objets déposés par l'État, sous le contrôle du Musée des beaux-arts de Carcassonne.

## Missions
À ce titre, elle est un organisme chargé de représenter les intérêts des 7545 entreprises commerciales, industrielles et de service de l'ouest de l’Aude et de leur apporter certains services. C'est un établissement public qui gère en outre des équipements au profit de ces entreprises. Pour cela, elle possède 2 antennes consulaires à Limoux et à Castelnaudary.
Comme toutes les CCI, elle est placée sous la tutelle du préfet du département représentant le ministère chargé de l'industrie et le ministère chargé des PME, du Commerce et de l'Artisanat.
Ses principales missions sont :
- Promouvoir le développement économique de son territoireJoseph Dupré (1742-1823), marchand-fabricant, député de Carcassonne (1789-1791), maire (1791-1792). Président de la chambre de commerce: (1803-1806,1809-1810,1818-1823).

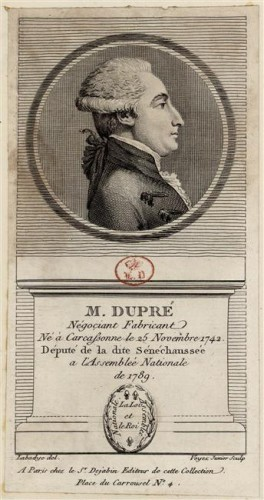
Joseph Dupré (1742-1823), marchand-fabricant, député de Carcassonne (1789-1791), maire (1791-1792). Président de la chambre de commerce: (1803-1806,1809-1810,1818-1823).

- Apporter un appui individuel ou collectif aux entreprises de son territoire
- Soutenir les intérêts des entreprises de son territoire auprès des Services Publics

Ses attributions :
- La représentation des entreprises auprès des pouvoirs publics
- La connaissance de la circonscription
- Le développement économique des territoires
- Les services aux entreprises
- Les actions de formation

### Service aux entreprises
- Centre de formalités des entreprises
- Assistance technique au commerce
- Assistance technique à l'industrie
- Assistance technique aux entreprises de service
- Point A (apprentissage)
- De 2007 à 2016, la Chambre de commerce cofinança le poste de « Manager de centre-ville » avec la ville de Carcassonne[2],[3].

### Gestion d'équipements
- Aéroport de Carcassonne Salvaza jusqu'au 1er mai 2011[4].
- Aire sur l'autoroute A61 située à Capendu.
- Pépinières d'entreprises CréAude à Carcassonne et à Castelnaudary.

### Centres de formation

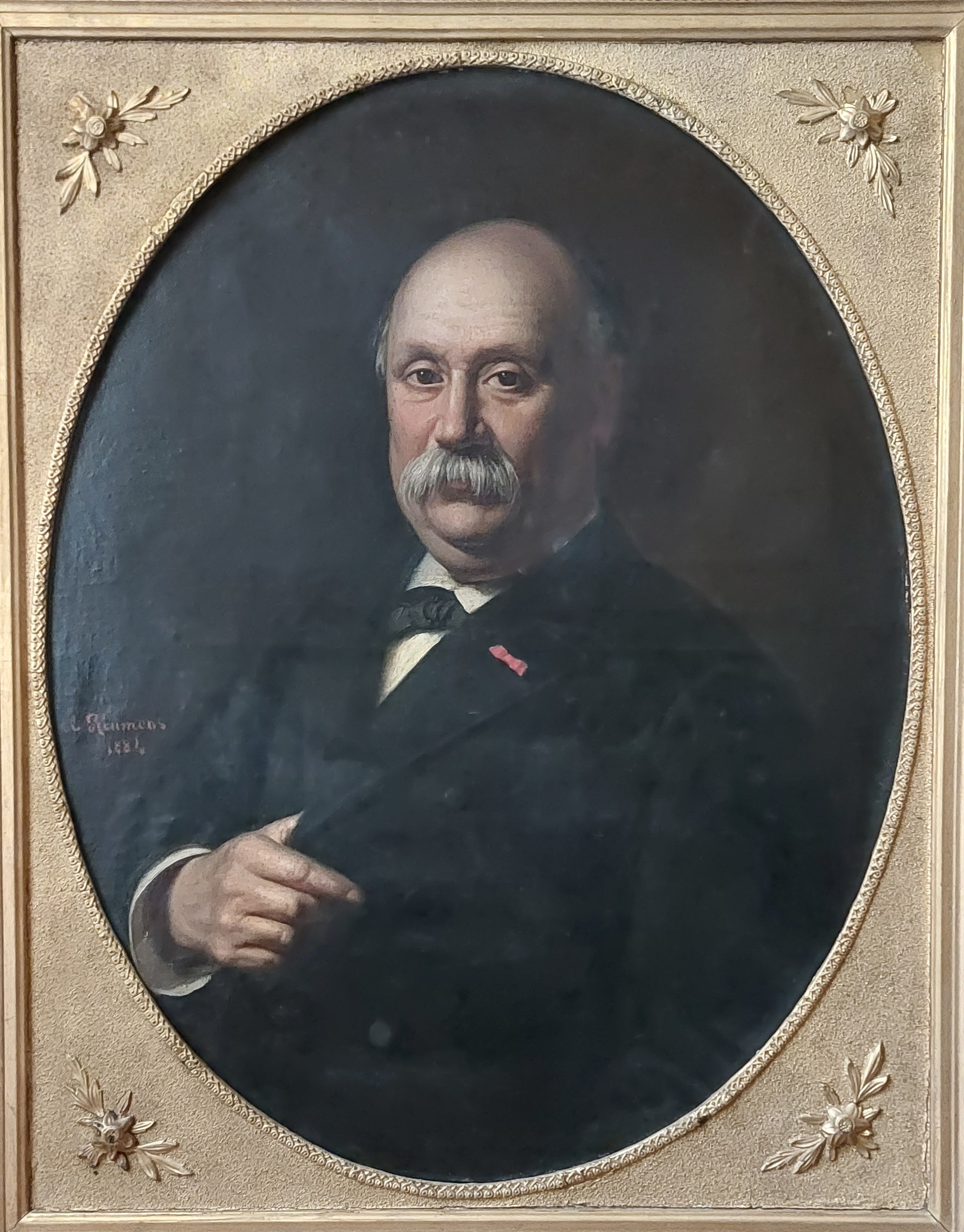
Antoine Durand (1827-1924), confiseur, maire de Carcassonne (1890-1896), Président de la Chambre de Commerce de 1897 à 1905.

- Antoine Durand (1827-1924), confiseur, maire de Carcassonne (1890-1896), Président de la Chambre de Commerce de 1897 à 1905.Joachim Estrade (1857-1936), ingénieur. Président de la Chambre de Commerce et d'Industrie de 1923 à 1936.Centre de Formation d'Apprentis de la CCI

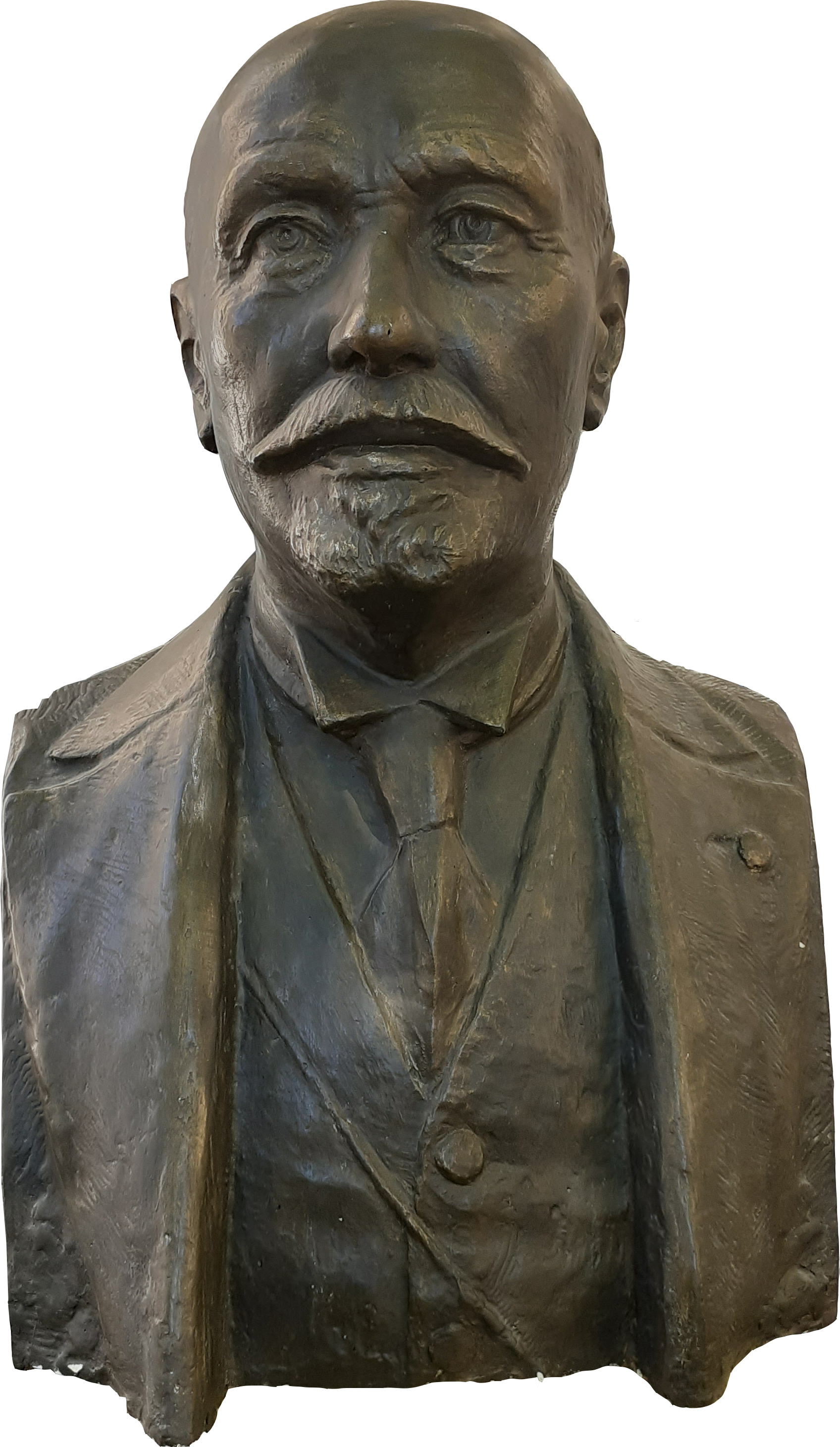
Joachim Estrade (1857-1936), ingénieur. Président de la Chambre de Commerce et d'Industrie de 1923 à 1936.

#### Présidents de la CCICLC (1803 à 2016)
,,,,
- 1802→1803: Bernard Darles
- 1803→1806: Joseph Dupré (1742-1823)
- 1806→1809: Jean-Pierre Rolland-Fourtou
- 1809→1810: Joseph Dupré
- 1810→1811: Claude Sicre
- 1811→1813: Jean-Louis Rolland
- 1813→1816: Charles Laperrine d'Hautpoul
- 1816→1818: Paul Airolles
- 1818→1823: Joseph Dupré
- 1823→1836: Guillaume Fonsès
- 1836→1837: Charles Laperrine d'Hautpoul
- 1837→1843: Guillaume Fonsès
- 1843→1844: Charles Laperrine d'Hautpoul
- 1844→1856: Guillaume Fonsès
- 1856→1862: Pascal Lignères
- 1862→1866: Louis Aynard
- 1866→1867: Eugène Castel
- 1867→1868: Louis Aynard
- 1868→1869: Prosper Lacombe
- 1869→1883: Louis Aynard
- 1883→1889: Jacques Satgé
- 1889→1897: Auguste Borrel
- 1897→1905: Antoine Durand
- 1905→1923: Paul Drevet
- 1923→1936: Joachim Estrade
- 1936→1941: Prosper Capelle[10]
- 1941→1962: Joseph Génie
- 1962→1965: Charles Drevet
- 1965→1968: James Ducellier
- 1968→1971: Henri Fioro
- 1971→1976: Raymond Auriol
- 1976→2000: Jacques Talmier[11]
- 2000→2002: Georges Antech
- 2002→2008: René Escourrou
- 2008→2016: Jean Caizergues

#### Personnalités élus à la CCICLC
- Laurent Spanghero, ancien vice-président.

## Pour approfondir